# Aplus scacchianus
Aplus scacchiana là một loài ốc biển, là động vật thân mềm chân bụng sống ở biển trong họ Pisaniidae.